# Spatuloricaria evansii
Spatuloricaria evansii е вид лъчеперка от семейство Loricariidae. Видът не е застрашен от изчезване.

## Разпространение и местообитание
Разпространен е в Аржентина, Боливия и Бразилия.
Обитава скалисти райони, места с песъчлива почва и плата.

## Описание
На дължина достигат до 20 cm.
Популацията на вида е стабилна.